# Zawada (powiat nowotomyski)
Zawada (niem. Sawade) – wieś w Polsce położona w województwie wielkopolskim, w powiecie nowotomyskim, w gminie Miedzichowo. Zawada jest otoczona lasami. 2 km na zachód od wsi przebiega droga wojewódzka nr 160.
W 1793 Zawada stanowiła własność Maksymiliana Mielżyńskiego, właściciela Trzciela. Pod koniec XIX wieku Zawada leżała w powiecie międzyrzeckim. Liczyła wtedy 63 ha powierzchni, 15 dymów (domostw) i 114 mieszkańców, z czego 25 katolików.
W latach 1975–1998 miejscowość należała administracyjnie do województwa gorzowskiego. W 2011 roku w Zawadzie mieszkało 17 osób.